# Oberentfelden
Oberentfelden (toponimo tedesco) è un comune svizzero di 8 066 abitanti del Canton Argovia, nel distretto di Aarau.

## Monumenti e luoghi d'interesse

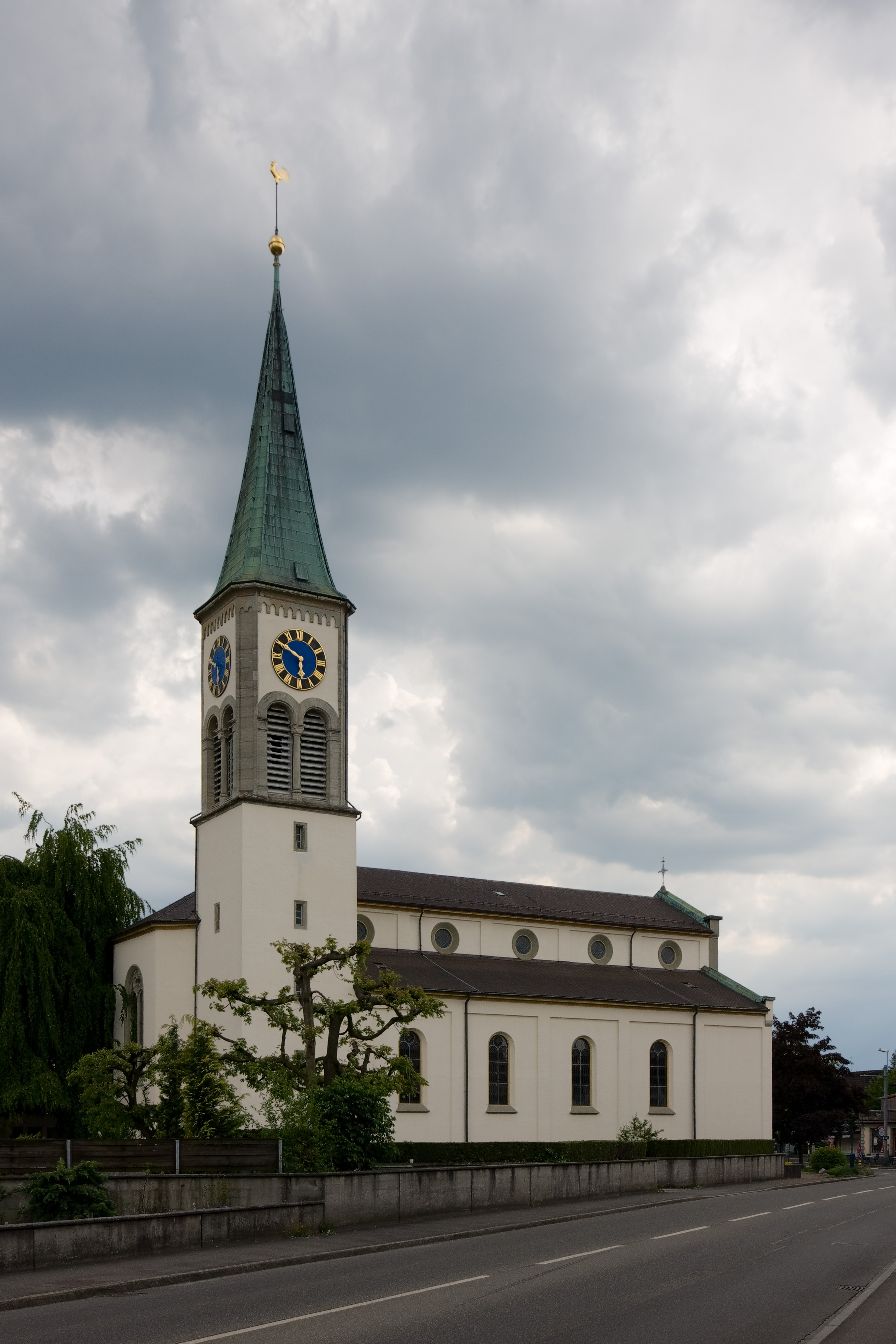
La chiesa riformata

- Chiesa riformata, attestata dal 965  e ricostruita dopo il 1601[1].

## Società

### Evoluzione demografica
L'evoluzione demografica è riportata nella seguente tabella:
Abitanti censiti

## Infrastrutture e trasporti
Oberentfelden è servito dall'omonima stazione sulla ferrovia Zofingen-Wettingen e dalle stazioni di Oberentfelden Engelplatz e Oberentfelden Uerkenbrücke sulla Wynental- und Suhrentalbahn (linea S14 della rete celere dell'Argovia).

## Amministrazione
Ogni famiglia originaria del luogo fa parte del cosiddetto comune patriziale e ha la responsabilità della manutenzione di ogni bene ricadente all'interno dei confini del comune.